# Copa Primera 2021
La Copa Primera 2021 fue la tercera edición de dicha competición nicaragüense contando con la participación de los equipos de Primera y de Segunda División.

## Sistema de competición

### Participantes
Participan 32 equipos: los 10 de Liga Primera y los 22 de Segunda División.

### Rondas eliminatorias
Se disputan las eliminatorias a doble partido (dieciseisavos, octavos, cuartos y semifinales), mientras que la final se juega a partido único.

## Resultados

### Dieciseisavos de final
| Fechas          | Local en la ida       | Global     | Local en la vuelta | Ida | Vuelta |
| --------------- | --------------------- | ---------- | ------------------ | --- | ------ |
| 3 y 10 de marzo | Orgánica Masachapa FC | 0:2        | ART Jalapa         | 0:0 | 0:2    |
| 3 y 10 de marzo | Rivas CF              | 1:7        | Chinandega         | 0:4 | 1:3    |
| 3 y 10 de marzo | CD Río Blanco         | 0:6        | H&H Export         | 0:2 | 0:4    |
| 3 y 10 de marzo | San Marcos            | 4:3        | Real Xolotlán      | 2:1 | 2:2    |
| 3 y 10 de marzo | FC Estelí             | 1:2        | Juventus FC        | 0:1 | 1:1    |
| 3 y 10 de marzo | Matiguás FC           | 3:8        | UNAN FC            | 1:0 | 2:8    |
| 3 y 10 de marzo | Atlético Somotillo    | (g.v.) 1:1 | FC Gutiérrez       | 0:0 | 1:1    |
| 3 y 10 de marzo | San Judas FC          | 6:8        | El Sauce FC        | 6:4 | 0:4    |
| 3 y 10 de marzo | Real Granada FC       | 2:2 (g.v.) | CD Junior          | 2:2 | 0:0    |
| 3 y 10 de marzo | FC Susucayán          | 0:14       | Real Estelí FC     | 0:3 | 0:11   |
| 3 y 10 de marzo | Tipitapa FC           | 2:6        | Diriangén FC       | 1:2 | 1:4    |
| 3 y 10 de marzo | Deportivo Masaya FC   | 4:5        | Real Madriz FC     | 2:1 | 2:4    |
| 3 y 10 de marzo | FC Bravos Primavera   | 2:3        | CD Ocotal          | 2:0 | 0:3    |
| 3 y 10 de marzo | América JDE           | 3:3 (p.)   | FC Yalí            | 2:1 | 1:2    |
| 3 y 11 de marzo | Mina Limón            | 3:10       | Managua            | 2:4 | 1:6    |
| 3 y 11 de marzo | CD Las Sabanas        | 0:7        | CD Walter Ferretti | 0:0 | 0:7    |

### Octavos de final
| Fechas                    | Local en la ida    | Global     | Local en la vuelta | Ida | Vuelta |
| ------------------------- | ------------------ | ---------- | ------------------ | --- | ------ |
| 27 de julio y 4 de agosto | Diriangén FC       | 4:3        | H&H Export         | 3:2 | 1:1    |
| 27 de julio y 4 de agosto | UNAN FC            | 1:2        | ART Jalapa         | 0:1 | 1:1    |
| 28 de julio y 4 de agosto | Juventus FC        | 7:0        | Chinandega         | 4:0 | 3:0    |
| 28 de julio y 4 de agosto | Atlético Somotillo | (g.v.) 6:6 | Managua            | 3:0 | 3:6    |
| 28 de julio y 4 de agosto | FC Yalí            | 0:7        | Real Estelí FC     | 0:1 | 0:6    |
| 28 de julio y 4 de agosto | San Marcos         | 0:11       | CD Walter Ferretti | 0:1 | 0:10   |
| 28 de julio y 4 de agosto | CD Junior          | 1:4        | Real Madriz FC     | 1:2 | 0:2    |
| 28 de julio y 4 de agosto | CD Ocotal          | 5:2        | El Sauce FC        | 2:1 | 3:1    |

### Cuartos de final
| Fechas            | Local en la ida    | Global     | Local en la vuelta | Ida | Vuelta |
| ----------------- | ------------------ | ---------- | ------------------ | --- | ------ |
| 11 y 26 de agosto | Atlético Somotillo | 0:0 (p.)   | ART Jalapa         | 0:0 | 0:0    |
| 11 y 25 de agosto | Real Madriz FC     | 5:1        | CD Ocotal          | 2:0 | 3:1    |
| 12 y 25 de agosto | Juventus FC        | 2:3        | CD Walter Ferretti | 0:1 | 2:2    |
| 12 y 26 de agosto | Diriangén FC       | (g.v.) 1:1 | Real Estelí FC     | 0:0 | 1:1    |

### Semifinales
| Fechas                           | Local en la ida | Global       | Local en la vuelta | Ida | Vuelta |
| -------------------------------- | --------------- | ------------ | ------------------ | --- | ------ |
| 15 de septiembre y 13 de octubre | Diriangén FC    | 3:5          | CD Walter Ferretti | 2:0 | 1:5    |
| 16 de septiembre y 14 de octubre | ART Jalapa      | 2:2 (p. 3-4) | Real Madriz FC     | 1:1 | 1:1    |

### Final
| 27 de octubre de 2021 | CD Walter Ferretti | 3:1     | Real Madriz FC | Estadio Nacional, Managua |             |
| 22:00                 |                    | Reporte |                | Árbitro(s):               | Árbitro(s): |

### Campeón
|                            |
| Campeón CD Walter Ferretti |
| 1.° título                 |

## Goleadores
- Actualizado el 27 de octubre de 2021.

| Pos. | Jugador           | Equipo          | Goles |
| ---- | ----------------- | --------------- | ----- |
| 1.º  | Dshon Forbes      | Walter Ferretti | 6     |
|      | Brian Calabrese   | Walter Ferretti | 6     |
|      | Kevin Castro      | Real Madriz     | 6     |
| 4.º  | Edwin Castro      | Real Madriz     | 5     |
|      | Robinson da Silva | Diriangén       | 5     |
|      | Héctor Hernández  | El Sauce        | 5     |